# Cytheropteron paralatissimum
Cytheropteron paralatissimum is een mosselkreeftjessoort uit de familie van de Cytheruridae. De wetenschappelijke naam van de soort is voor het eerst geldig gepubliceerd in 1963 door Swain.